# Scybalistodes fortis
Scybalistodes fortis is een vlinder uit de familie van de grasmotten (Crambidae). De wetenschappelijke naam van de soort is voor het eerst gepubliceerd in 1972 door Eugene Gordon Munroe.
De soort komt voor in de Verenigde Staten (Arizona).